# Крымский улус
Крымский улус — улус Золотой Орды, существовавший с середины XIII до первой половины XV века на территории полуострова Крым.

## История
Крымский улус был образован на территории Крымского полуострова при хане Батые. Как и во всей остальной Золотой Орде, немногочисленные монгольские завоеватели были ассимилированы местным населением в течение одного поколения. В Крыму им стали как оседлые жители, так и жители степной части Крыма, основным языком администрации с конца 13 века стал один из тюркских языков — половецкий язык, который ляжет в основу крымскотатарского языка.

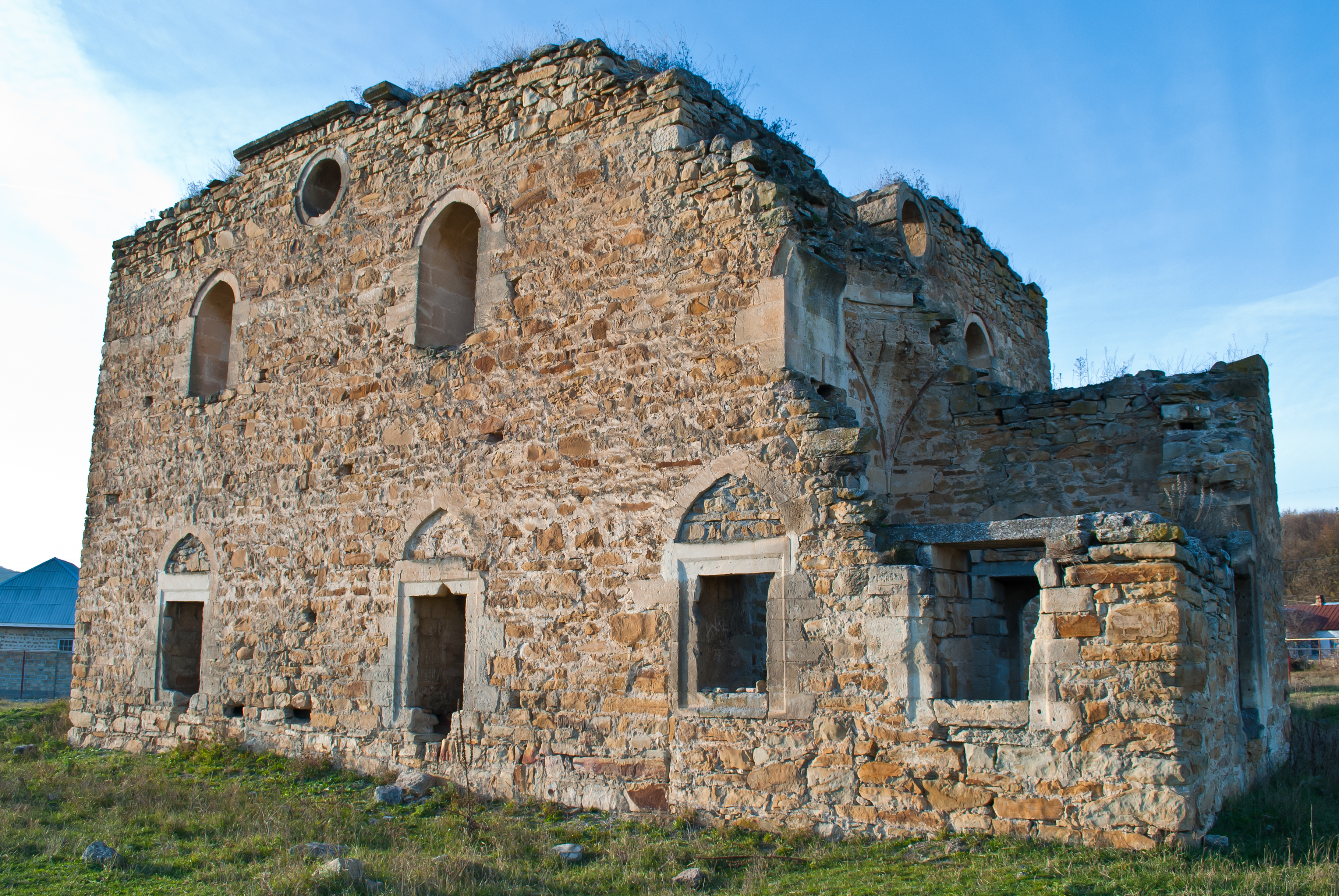
Мечеть Ески-сарай в Крыму XIV век

Тюркизация Крыма началась в период Хазарского каганата, хотя первые тюрки появились в Крыму в VI веке, во время завоевания Крыма Тюркским каганатом. Перед приходом монголов, половецкий язык стал не только лингва-франка на полуострове, но и языком плебса в некоторых городах (прим. город Кырык-Ор и др.). В эпоху Золотой Орды процесс тюркизации усилился.
Большая часть южного побережья Крыма была занята генуэзцами, а затем венецианцами, получавшими ярлык на право пользования территории (см. концессия). Генуэзцы занялись строительством торговых крепостей, через которые осуществляли торговлю (в том числе рабами). На южных склонах Крымских Гор располагалось княжество Феодоро, образовавшееся в ходе отпадения от Византии её торговых колоний в Крыму.

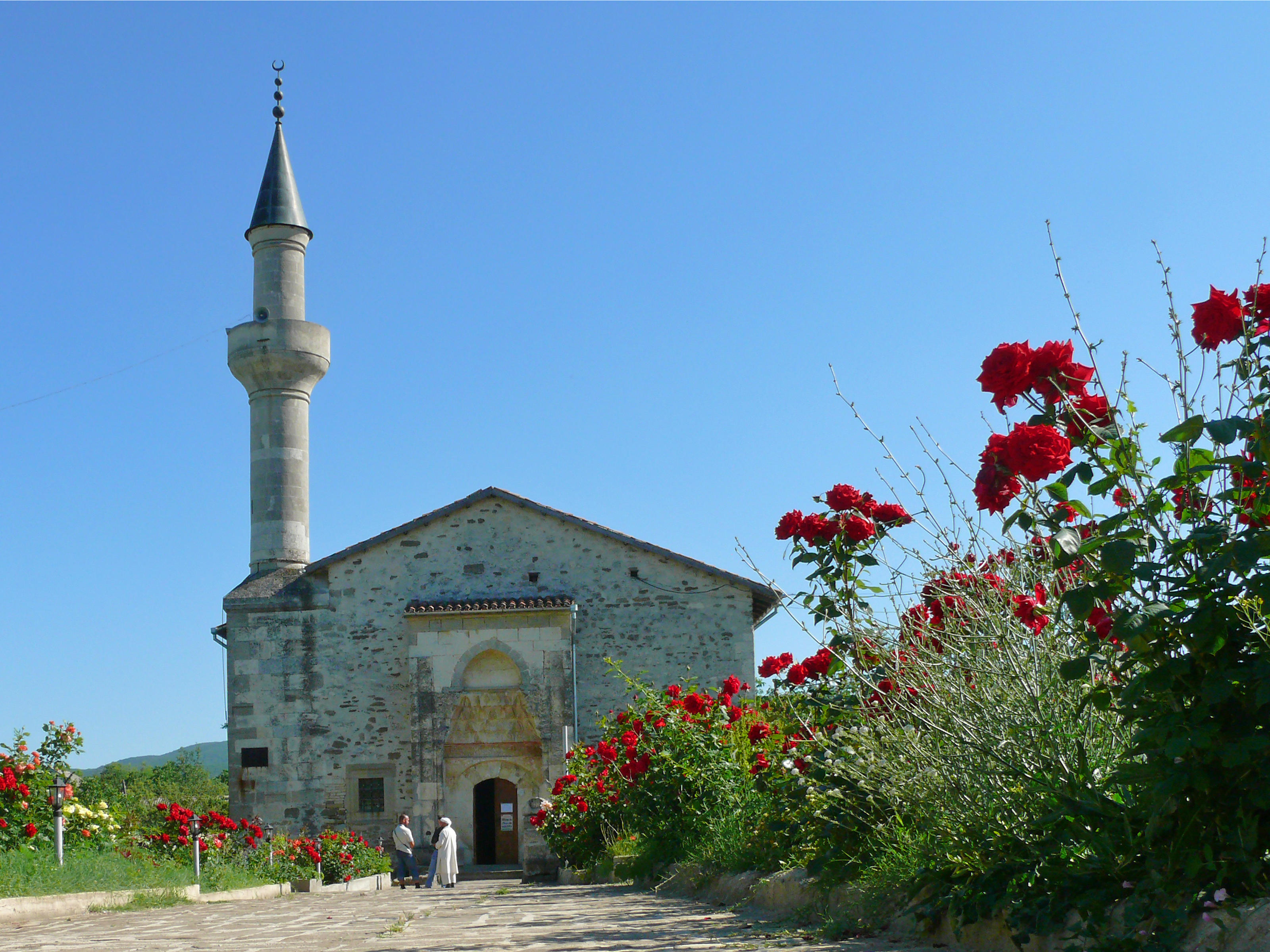
Мечеть хана Узбека в Крыму

Примерно во второй половине XIII века в Крымском улусе разворачивается активное татарское градостроительство. Основным стилем городов стал характерный для Золотоордынской татарской архитектуры малоазийский стиль.

## Города
Город Крым основан на востоке полуострова Крым (ныне Старый Крым). Первые монеты, отчеканенные в нём, датируются 1267 годом. Основу населения составляли половцы, аланы и славяне. Благодаря удачному положению город быстро превращается в торговый и ремесленный центр. Ибн-Батута, посетивший его в 30-е годы XIV столетии, сообщает, что это большой и красивый город, от которого в глубь государства ведёт дорога с расположенными на ней через определённые промежутки станциями для смены лошадей. Со времени своего основания город являлся административным центром улуса Крым. Некоторые монументальные сооружения сохранились и до наших дней (прим. Мечеть Хана Узбека). Город был разрушен Тамерланом 1395 г., после чего так и не смог восстановиться.
Эски-Юрт — город, предположительно основанный в XIV столетии. Постройки практически не сохранились. Недалеко от города расположено одно из крупнейших мусульманский кладбищ Крыма Кырк-Азизлер с захоронениями XIV—XV веков. Многие надгробия выполнены в виде видоизмененных балбалов. В остальном город изучен плохо.
Эски-Сала — город, существовавший в период с конца XIII до конца XV века. Изучен плохо. Возможно, город продолжил своё существование до конца XVII века, так как встречается в записках путешественника XVII века Эвлии Челеби: «Мы проехали через него. Он называется Эски Сала, потому что первая на этом Крымском острове соборная молитва и чтение [Корана] были в этом городе Эски Сала 182. Когда мы проезжали через этот город, на западе от нас лежали сады и виноградники, а с двух сторон от этого Эски Сала [высились] голые скалы с пещерами. На выезде из ворот Сала». После присоединения Крыма к Российской империи прекращаются упоминания о существовании города.

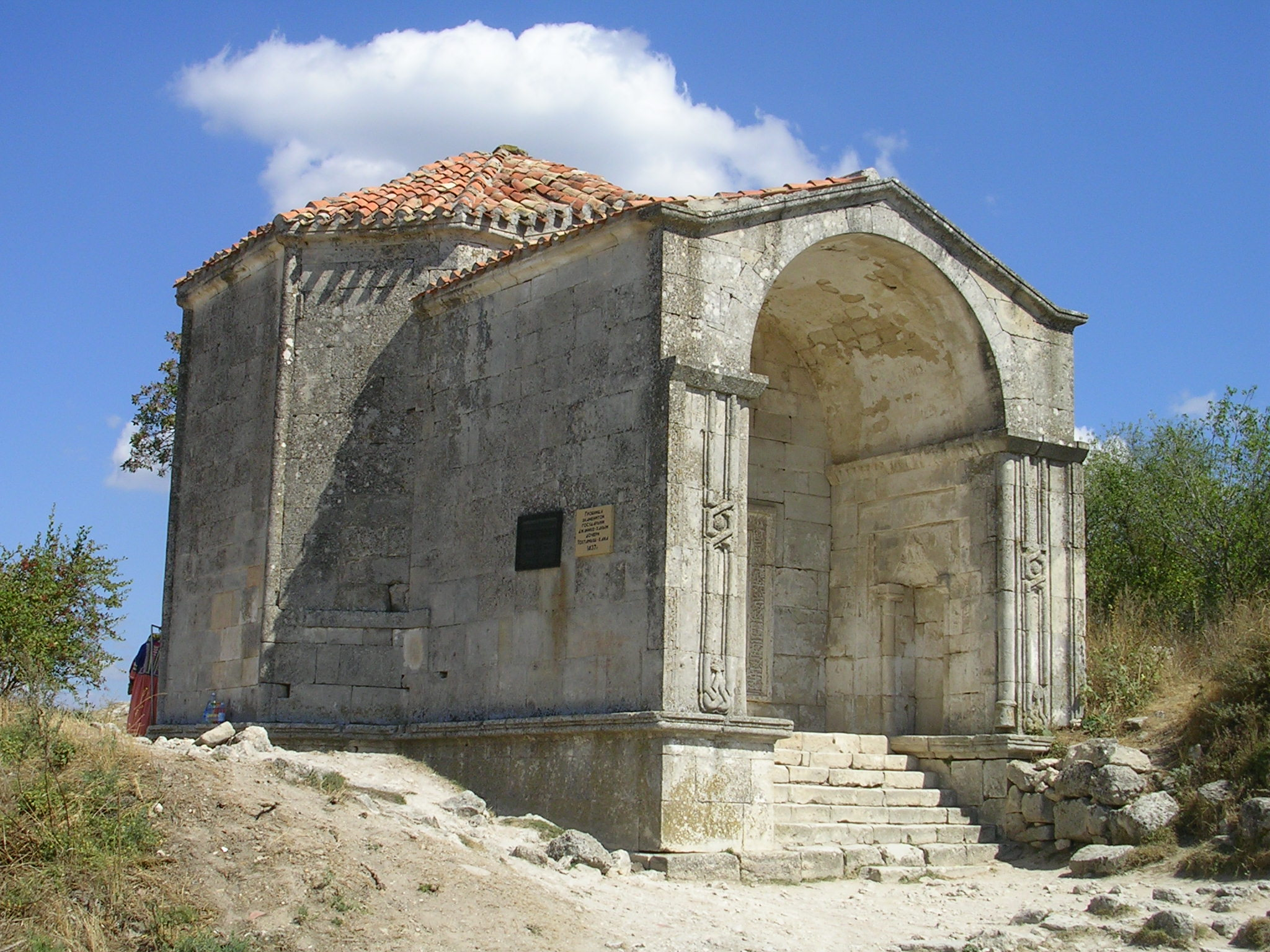
Мавзолей Джаныке-ханум, дочери Тохтамыша

Прочие города:
- Воспоро (Керчь),
- Гизлев (Евпатория),
- Карасубазар,
- Кафа,
- Кырк-Ер,
- Солдайя (Судак),
- Феодоро (Инкерман),
- Чембало (Балаклава).

## Работорговля
Работорговля в Крыму появилась ещё в античные времена, когда главными рынками сбыта рабов стали греческие города-колонии на южном побережье Крыма. Несмотря на принятие христианства, невольничьи рынки на южном берегу Крыма не только функционировали и во время Византийского владычества, но и достигли своего максимального объёма. Основными поставщиками рабов были как купцы и военные из соседних стран, так и государи. К примеру, первые русские князья продавали в Крыму захваченных ими соплеменников или пленных солдат врага.
Во время Золотой Орды работорговля в Крыму также процветала. Основными поставщиками рабов в это время стали военные самой Золотой Орды, а также литовские и русские князья. Немаловажную роль в работорговле играли купцы, перекупавшие живой товар на севере (см. челядь, холопы) и перепродававшие их в Крыму. Основными покупателями выступали генуэзские, венецианские, византийские, а потом и османские работорговцы.
Набеги с непосредственной целью захвата рабов начались после распада Золотой Орды, в период Крымского ханства, что объясняется потерей аристократией прежних источников дохода (основную часть доходов Золотая Орда получала в виде пошлин на товары, производимые или перевозимые по территории страны). Пленных, захваченных в результате походов, продавали в рабство генуэзцам и венецианцам, которые реализовывали живой товар в странах Средиземноморья.
В начале образования Золотой Орды использование рабов было распространено среди ремесленников и в качестве слуг. Однако большинство рабов как в городах, так и в сельском хозяйстве через одно — два поколения становились феодально зависимыми или получали свободу. С принятием ислама во времена хана Узбека использование рабского труда ограничилось 6 годами с последующим освобождением. Использование рабского труда в Крымском улусе было незначительно и представлялось редкими домашними рабами.